# Carl von Bassewitz-Levetzow
Conte Carl von Bassewitz-Levetzow, (in tedesco Graf Carl Heinrich Ludwig von Bassewitz-Levetzow) (Schwerin, 3 marzo 1855 – Bristow, 23 febbraio 1921), è stato un politico tedesco, primo ministro del Granducato di Meclemburgo-Schwerin dal 1901 al 1914.

## Biografia
Carl von Bassewitz-Levetzow discendeva dall'antica famiglia comitale dei von Bassewitz edera figlio del conte Carl von Bassewitz e di Ina von Bülow. Sua sorella, Ina von Bassewitz (1850-1940), fu superiora (dal 1891) del monastero di Betlemme a Ludwigslust.
Dopo aver studiato a Stendhal e ad Eutin, Carlo von Bassewitz-Levetzow si recò all'Università di Heidelberg. Dopo tre semestri, lasciò l'università e nel 1879 venne impiegato come ufficiale di riserva nel primo reggimento dei dragoni di Berlino. Dopo questo servizio fu all'estero per un viaggio di parecchi mesi che lo portò a visitare Egitto, Palestina e Turchia e dal quale tornò nel 1880 per gestire i possedimenti di famiglia mentre suo cugino, Henning von Bassewitz era impegnato come primo ministro del Meclemburgo-Schwerin. Nel 1892 egli venne nominato Ciambellano del granducato e nel 1893 membro del parlamento nelle file dell'aristocrazia. Nel 1899 divenne governatore dell'area che anticamente era occupata dal ducato di Meclemburgo-Güstrow.
Nel 1901, per volere del granduca Federico Francesco IV venne nominato primo ministro di stato e ottenne simultaneamente anche la carica di ministro degli esteri, mantenendo entrambe le posizioni sino al 1914, anno in cui si dimise con l'avvento della prima guerra mondiale.